# Vi vet inte vart vi ska men vi ska komma dit
Vi vet inte vart vi ska men vi ska komma dit är ett musikalbum från 2004 av den svenska hiphopgruppen Snook, deras debutalbum.

## Låtlista
1. "Frankenstein boogie" - 2:39
2. "Om en minut om en sekund (feat. Kaah) - 3:16
3. "Mister Cool" - 3:07
4. "Har du tänkt på din begravning (feat. Luda) - 2:59
5. "Såpbubbler" - 3:04
6. "Och farsan snarkar redan" - 4:06
7. "Lejonhjärta" (feat. Organism 12) - 5:00
8. "17 juni" - (feat. Afasi) - 2:37
9. "Låtsas som att det regnar" - 3:08
10. "Håll käften orkestern" - 3:44
11. "Verklighetsutflykt AB" - 3:30
12. "Rasmus sista vers" - 3:13